# Tribu de José

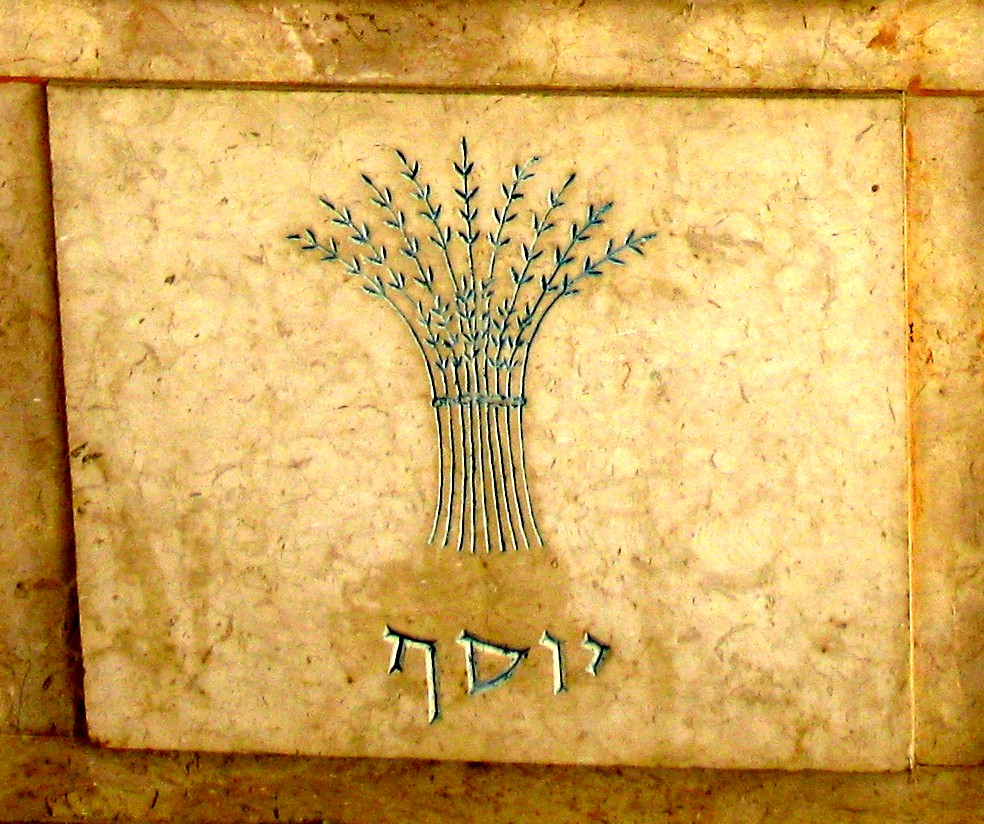
Sinagoga de Bnei Brak con el nombre de José y su símbolo, una gavilla de trigo.

La Tribu de José es una de las Tribus de Israel en la tradición bíblica. Dado que las tribus de Efraín y Manasés (a menudo llamadas las «dos medias tribus de José») tradicionalmente constituían juntas la «tribu de José», a menudo no se la enumeraba como una de las tribus, en favor de Efraín y Manasés, que figuraban en su lugar; en consecuencia, a menudo se la denominaba la Casa de José, para evitar el uso del término tribu. Aunque Efraín y Manasés eran hijos de José, se les consideraba jefes de dos de las doce tribus de Israel porque el padre de José, Jacob (rebautizado más tarde por Dios como «Israel»), adoptó a Efraín y Manasés como hijos propios (Génesis 48:1-16).
Según el Targum Pseudo-Jonathan, la enseña tanto de la Casa de José (Efraín y Manasés) como de la Tribu de Benjamín era de seda de tres colores, que se correspondían con los de las piedras preciosas del pectoral sacerdotal, «leshem», «shəvo», y «aḥlamah» (ámbar, ágata y amatista); y sobre ella expresados y expuestos los nombres de las tres tribus, Efraín, Manasés y Benjamín, teniendo sobre ella la figura de un joven, con la inscripción: «Y la Nube de Jehová estaba sobre ellos de día, cuando partían del campamento. (Números 10:34.

Mapa con las doce Tribus de Israel, 1200-1050 a. C

Había evidentes diferencias lingüísticas entre al menos una parte de José y las demás tribus israelitas. En la época en que Efraín estaba en guerra con los israelitas de Galaad, bajo el liderazgo de Jefté, la pronunciación de shibboleth como sibboleth se consideraba prueba suficiente para señalar a individuos de Efraín, de modo que pudieran ser sometidos a muerte inmediata por los israelitas de Galaad.
En su apogeo, el territorio de José abarcaba el río Jordán, siendo la parte oriental casi totalmente discontiguos de la parte occidental, sólo se tocaban ligeramente en la esquina-noreste de la parte occidental y la suroeste de la parte oriental. La porción occidental estaba en el centro de Canaán, al oeste del río Jordán, entre la Tribu de Isacar al norte, y la Tribu de Benjamín al sur; la región que más tarde se llamó Samaria (a diferencia de Judea o Galilea) consistía principalmente en la porción occidental de José. La porción oriental de José era el grupo israelita más septentrional al este del Jordán, ocupando la tierra al norte de la tribu de Gad, extendiéndose desde el Mahanaim en el sur hasta el monte Hermón en el norte, e incluyendo dentro de ella todo el Basán. En estos territorios abundaba el agua, un bien preciado en Canaán, y las porciones montañosas no sólo ofrecían protección, sino que resultaban ser muy fértiles; Los primeros centros de la religión israelita -Siquem y Shiloh- también estaban situados en la región.  El territorio de José era, por tanto, una de las partes más valiosas del país, y la Casa de José se convirtió en el grupo más dominante del Reino de Israel unido.

## Origen
Según el Antiguo Testamento, la tribu estaba formada por descendientes de José, un hijo de Jacob y Raquel, de quien tomó su nombre;  sin embargo, algunos estudiosos bíblicos ven esto también como postdicción, una metáfora epónima que proporciona una etiología de la conexión de la tribu a otros en la confederación israelita. En el relato bíblico, José era hermano de Benjamín, el otro hijo de Raquel y Jacob, y el epónimo de la Tribu de Benjamín, que estaba situada inmediatamente al sur de la tribu de José. 
Aunque las descripciones bíblicas de los límites geográficos de la Casa de José son bastante coherentes, las descripciones de los límites entre Manasés y Efraín no lo son y cada uno es retratado como teniendo esclavos dentro del territorio del otro. En la Bendición de Jacob, y en otros lugares atribuidos por los estudios textuales a un período de tiempo similar o anterior, aparece una única tribu de José donde los pasajes escritos más tarde sitúan tribus separadas de Efraín y de Manasés. A partir de esto los estudiosos creen que José fue originalmente considerada una sola tribu, y sólo se dividió en Efraín y Manasés más tarde.
Varios eruditos bíblicos y arqueólogos, sobre todo William G. Dever, sostienen que las tribus de José representan una segunda migración de israelitas a Israel, posterior a la de las tribus principales; y que sólo las tribus de José fueron esclavizadas en Egipto y regresaron, mientras que las tribus israelitas principales simplemente surgieron como una subcultura de los cananeos y habían permanecido en Canaán durante todo ese tiempo. En la narración del Libro de Josué, que trata de la llegada y conquista de Canaán por los israelitas procedentes de Egipto, el líder es Josué, que era miembro de la tribu de Efraín.
Según este punto de vista, la historia de la visita de Jacob a Labán para obtener una esposa comenzó como una metáfora de la segunda migración, con la nueva familia de Jacob, las posesiones y el ganado obtenidos de Labán, siendo representaciones de la nueva ola de migrantes. Según los eruditos textuales, la versión jahwista de la historia es notable por tener sólo a las tribus de José entre estos emigrantes, ya que narra sólo a Jacob como habiendo conocido a Raquel, y las matriarcas de las otras tribus israelitas, Lea, Bilha, y Zilpa, no aparecen. 

## Destino
Como parte del Reino de Israel septentrional, los territorios de Manasés y Efraín fueron conquistados por el Imperio neoasirio, y la tribu fue exiliada; la forma de su exilio llevó a que su historia adicional se perdiera. 
A pesar de la pérdida de la historia adicional de Manasés y Efraín, varios grupos modernos afirman descender de ellos, con distintos niveles de apoyo académico y rabínico. La tribu Yusufzai (traducción literal Los Hijos de José) de los Pashtuns de Afganistán, India y Pakistán, que colectivamente se refieren a sí mismos como los «Bani Israel», tienen una larga tradición que los conecta con el exiliado Reino de Israel. Los samaritanos afirman que algunos de sus seguidores descienden de estas tribus, y muchos judíos persas afirman ser descendientes de Efraín. Muchos samaritanos afirman descender de los nietos de José bajo cuatro septos principales, sus nietos Danfi, Tsedakah, Mafraj y Sarawi.
En el noreste de la India, los judíos mizo afirman descender de Manasés y se autodenominan Bnei Menashe'; En 2005, Shlomo Amar, Rabino principal sefardí de Israel, anunció que consideraba cierta esta reivindicación lo que, en virtud de la Ley del Retorno, les permite migrar a Israel siempre que se conviertan formalmente a la forma ortodoxa de judaísmo de Israel. Los judíos telugu del sur de la India mantienen tradiciones similares, afirman descender de Efraín y se autodenominan Bene Ephraim.